# Eclipsa de Soare din 28 mai 1900

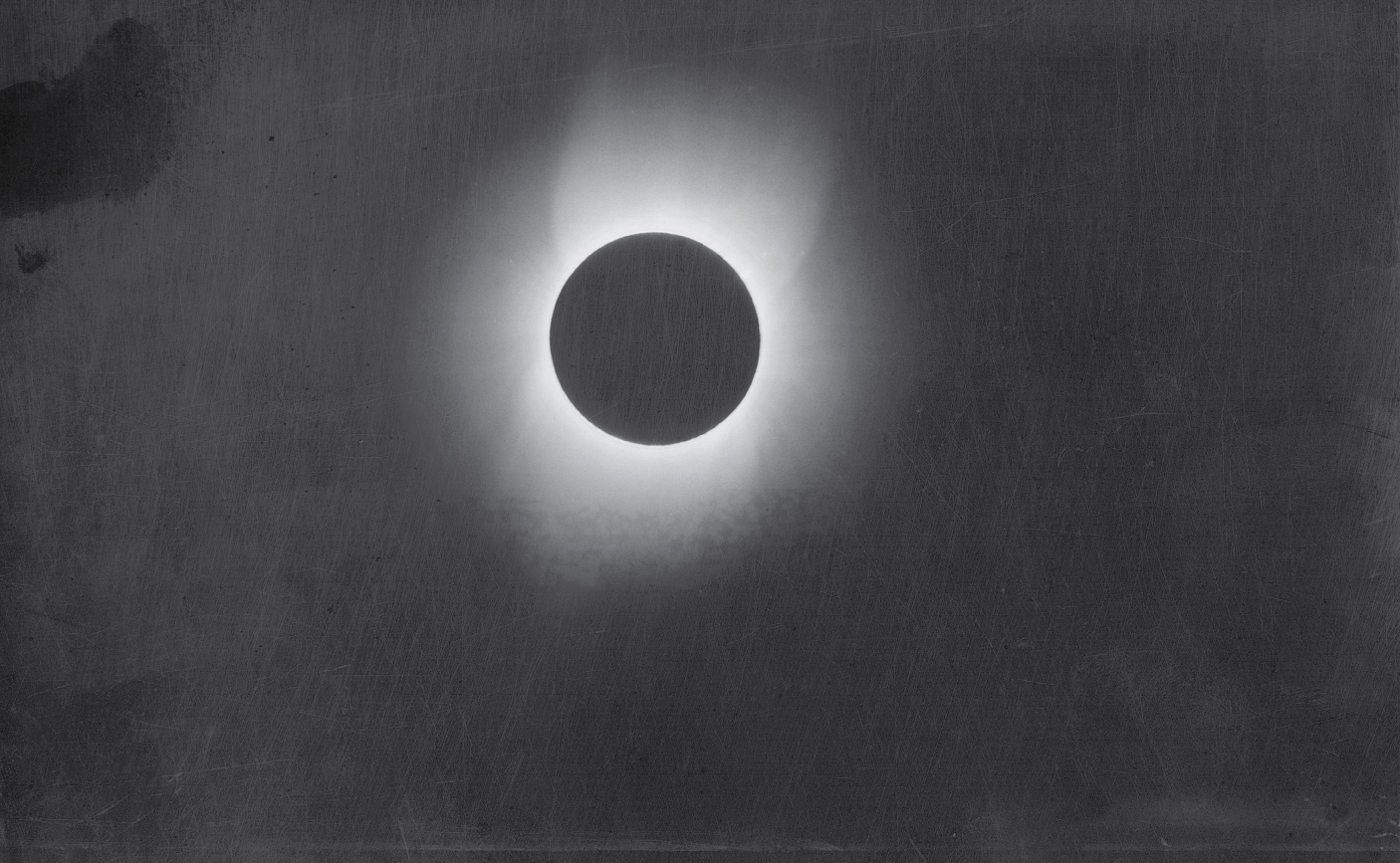
Totalitatea fotografiată în Wadesboro, Carolina de Nord, de către Thomas Smillie pentru Expediția Smithsonian Solar Eclipse, pentru a capta dovezi fotografice ale coroanei solare.

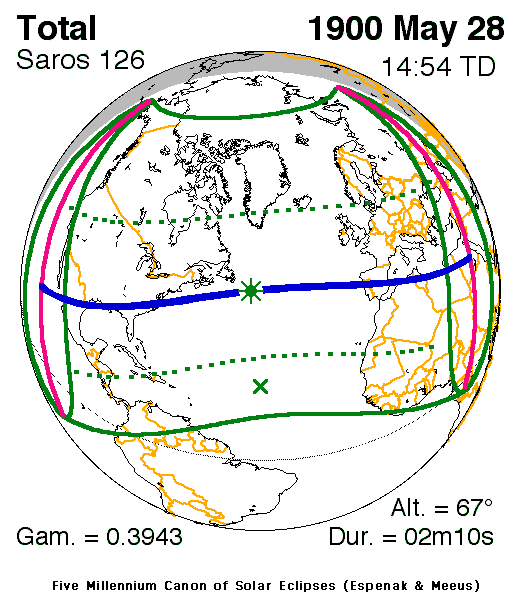
Harta eclipsei de Soare cu traseul pe Pământ.
(Eclipse Predictions by Fred Espenak, NASA's GSFC.)

O eclipsă totală de Soare a avut loc pe 28 mai 1900. O eclipsă de Soare are loc atunci când Luna trece între Pământ și Soare, întunecând astfel total sau parțial imaginea Soarelui pentru un observator de pe Pământ. O eclipsă totală de Soare are loc atunci când diametrul aparent al Lunii este mai mare decât cel al Soarelui, blocând toată lumina directă a Soarelui, transformând ziua în întuneric. Totalitatea se produce pe o traiectorie îngustă pe suprafața Pământului, eclipsa parțială de Soare fiind vizibilă pe o regiune înconjurătoare cu o lățime de mii de kilometri.

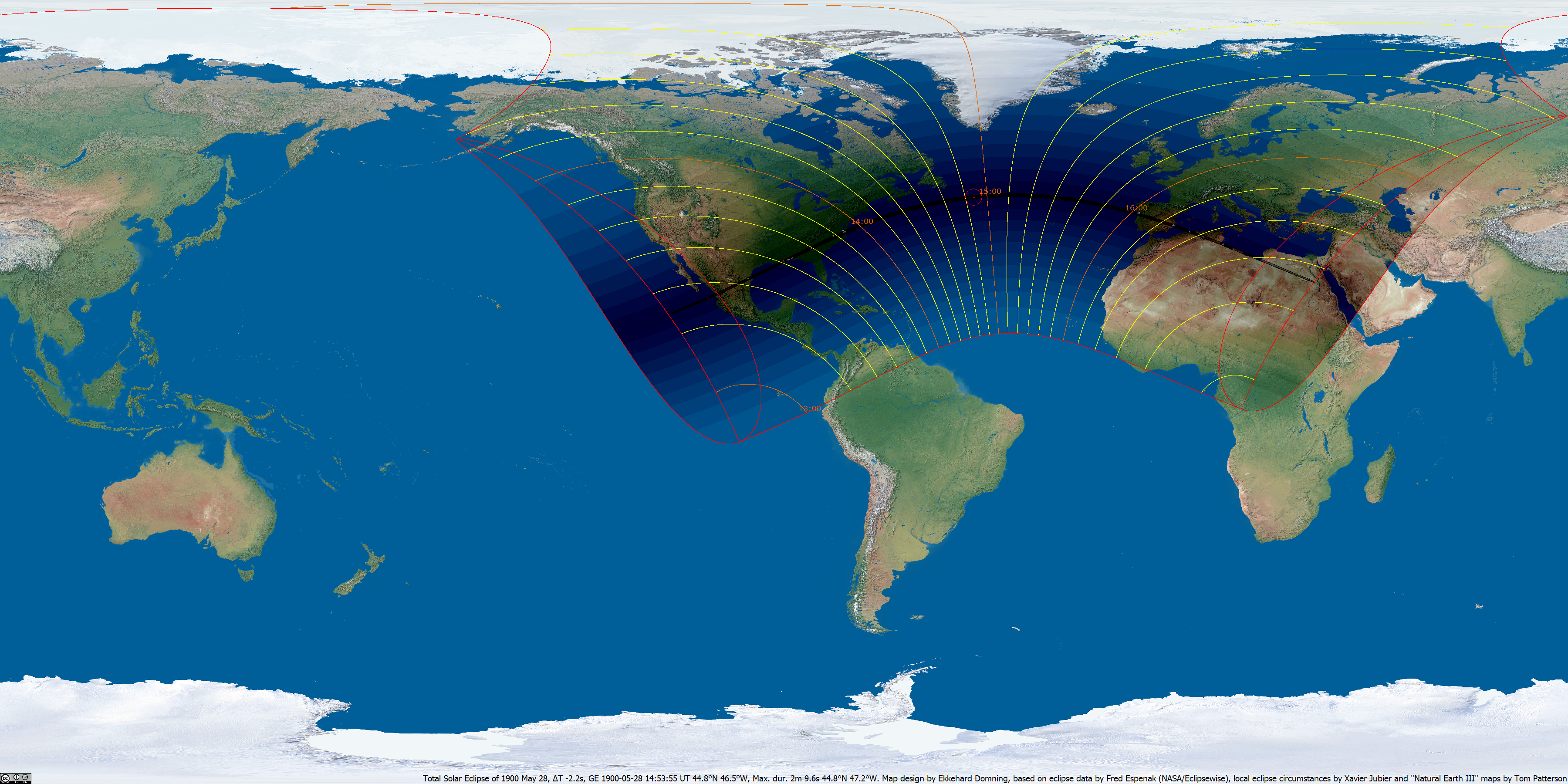
Cursul umbrei eclipsei

Eclipsa s-a produs acum 124 ani, 301 zile.

## Observare
În 1900, Observatorul Astrofizic Smithsonian, care pe atunci avea sediul în Washington, D.C., a încărcat mai multe vagoane de cale ferată cu echipament științific și s-a îndreptat spre Wadesboro, Carolina de Nord. Oamenii de știință stabiliseră că acest orășel ar fi cel mai bun loc din America de Nord pentru observarea eclipsei totale de Soare, iar Expediția Smithsonian Solar Eclipse spera să capteze imagini fotografice ale coroanei solare în timpul evenimentului pentru studii ulterioare. Din echipă făcea parte Thomas Smillie, fotograful misiunii. Smillie a montat aparate de fotografiat la șapte telescoape și a reușit să realizeze cu succes opt negative pe plăci de sticlă, cu dimensiuni cuprinse între unsprezece pe paisprezece țoli și treizeci pe treizeci de țoli. Munca lui Smillie a fost considerată o realizare fotografică și științifică uimitoare.
Pe lângă echipa de la Smithsonian, au fost organizate expediții științifice din partea unora dintre cele mai importante programe de astronomie din lume, printre care Universitatea Princeton, Universitatea din Chicago și Asociația Astronomică Britanică. S. P. Langley și C. A. Young, doi dintre fondatorii astronomiei moderne, au fost, de asemenea, prezenți. 
Potrivit ziarului din Wadesboro, Anson Independent, publicul a venit în număr mare. Trenurile suplimentare - inclusiv un tren special de excursie din Charlotte - au adus sute de oameni, iar în momentul în care efectele eclipsei au început să se vadă, în jurul orei 7:30, străzile erau pline, iar oamenii se luptau pentru locuri mai bune de pe acoperișuri și ferestre...

Același ziar local a descris eclipsa totală în sine ca durând mai puțin de un minut și jumătate și a consemnat că, deși o mare mulțime a fost prezentă, a fost aproape liniște în tot acest timp. Ziarul a menționat, de asemenea, că scăderea de temperatură din cauza umbrei provocate de eclipsă a fost destul de semnificativă.
Eclipsa a fost filmată de Nevil Maskelyne în Carolina de Nord. De asemenea, a fost observată de la Mahelma, în Algeria, de către John Evershed.
| O hartă din 1900 | Stele și planete văzute în timpul eclipsei | · Înregistrare a eclipsei |

## Următoarele eclipse de Soare în Europa Centrală (120° est de SUA)
- 15 februarie 1961
- 11 august 1999

## Eclipse înrudite

### Eclipsele de Soare din 1898-1902
Această eclipsă face parte din seria semestrială a eclipselor de Soare din 1898-1902. O eclipsă dintr-o serie semestrială de eclipse de Soare se repetă aproximativ la fiecare 177 de zile și 4 ore (un semestru) la noduri alternative ale orbitei Lunii.

## Saros 126
Eclipsa din 28 mai 1900 face parte din ciclul Saros 126, care se repetă o dată la 18 ani și 11 zile și conține 72 de evenimente. Seria a început cu eclipsa parțială de Soare din 10 martie 1179. Ea conține eclipse inelare din 4 iunie 1323 până la 4 aprilie 1810, eclipse hibride din 14 aprilie 1828 până la 6 mai 1864 și eclipse totale din 17 mai 1882 până la 23 august 2044. Seria se încheie la membrul 72 ca eclipsă parțială la 3 mai 2459. Cea mai lungă durată a unei eclipse centrale (inelară sau totală) a fost de 6 minute și 30 de secunde de inelaritate la 26 iunie 1359. Cea mai lungă durată a eclipsei totale a fost de 2 minute, 36 de secunde la 10 iulie 1972. Toate eclipsele din această serie se produc la nodul descendent al Lunii.